# 장원웨
장원웨(장문악, 중국어 간체자: 张文岳, 정체자: 張文岳, 병음: Zhāng Wényuè, 1944년 10월 ~ )는 중화인민공화국의 정치인이다. 랴오닝성 성위원회 서기와 제11기 전국인민대표대회 상임위원회 위원, 전국인민대표대회 환경자원보호위원회 부주임위원을 역임했다.

## 생애
푸젠성 푸청현 출신으로 1965년 6월 중국 공산당에 입당했다. 1962년 베이징 지질학원에서 지질측량학을 전공했다. 졸업 후 1968년 9월, 4628부대의 군 농장에서 일을 했다. 1969년 쓰촨성 지질국 101지질대 3분대와 1분대에서 지질조장과 기술원, 101지질대 지질과 과장 등을 지냈다. 1980년 8월, 쓰촨성 지질학교 교장에 임명되었다. 1981년 쓰촨성 지질국 101지질대 1분대 대장 겸 기술 책임자를 거쳐 쓰촨성 북서부 지질대 2분대 대장 겸 기술 책임자, 쓰촨성 지질광산국 쓰촨성 북서부 지질대대 부대장, 대대장 등을 역임했다. 1983년 12월 쓰촨성 지질광산국 부국장에 임명된 후 1984년 국장 자리에 올랐다. 1986년 지질광산부 당조 성원이 되었고 판공청 주임과 직속 당위원회 서기가 되었다.
1989년 3월 지질광산부 당조성원과 전국광업보전위원회 부주임, 국가광산보유관리국 국장, 당조서기 등에 임명되었고 1990년 지질광산부 부부장 겸 당조성원을 거쳐 1995년 신장 위구르 자치구 자치구 당위원회 부서기에 임명되었다. 2003년 랴오닝성 성위원회 부서기와 성 정협 주석, 당조서기를 지냈고 2004년부터 2007년까지 랴오닝성 성위원회 부서기와 부성장을 거쳐 성장을 지냈다. 이후 2007년부터 2009년까지 랴오닝성 성위원회 서기를 역임하고 2010년 제11기 전국인민대표대회 상임위원회 위원으로 선출되었다.
중국공산당 제16기 중앙후보위원과 제15기 및 17기 중앙위원을 지냈다.